# Muqiaogou Shuiku
Muqiaogou Shuiku (kinesiska: 木桥沟水库) är en reservoar i Kina. Den ligger i provinsen Sichuan, i den sydvästra delen av landet, omkring 180 kilometer söder om provinshuvudstaden Chengdu. Trakten runt Muqiaogou Shuiku består till största delen av jordbruksmark.
Genomsnittlig årsnederbörd är 1 341 millimeter. Den regnigaste månaden är juli, med i genomsnitt 266 mm nederbörd, och den torraste är december, med 17 mm nederbörd.